# Ton ombre est la mienne

Ton ombre est la mienne est un film français réalisé par André Michel et sorti en 1963.

## Synopsis
Au Cambodge en 1943, une famille est massacrée par les Japonais, sous les yeux du fils aîné qui parvient à s'échapper. Sa petite sœur de quatre ans est recueillie par une famille cambodgienne.

## Fiche technique
- Titre anglais : Cast the Same Shadow
- Réalisation : André Michel
- Scénario : Jean-René Huguenin, Madeleine Courau, Diego Fabbri
- Producteur : Pierre Courau
- Lieu de tournage : Cambodge
- Musique : Maurice Jarre
- Image : Edmond Séchan
- Montage : Jean-Michel Gautier
- Durée : 90 minutes
- Dates de sortie :
  - États-Unis : 14 mai 1963[1]
  - France : 18 janvier 1967[2]

## Distribution
- Jill Haworth : Sylvie 'Devi' Bergerat
- Michel Ruhl : Philippe Bergerat
- Ruos Vanny : Rahit
- Marcello Pagliero : le Dr. Rouvier
- Clotilde Joano : Anne Bergerat
- Catherine Zago : Mme Moniveau
- Mme Pung-Peng-Cheng : Maté
- Philippe Forquet : le jeune homme à la soirée